# Route P73 (Lettonie)
Pour les articles homonymes, voir P73.
La route P73 (Autoceļš P73) est une  route régionale de Lettonie reliant Vecumnieki à Madona.
Elle mesure 116,5 km.

## Tracé
La route P73 Vecumnieki—Nereta—Subate est une route régionale lettone qui relie la route régionale P89 à 4 km de Vecumnieki via Nereta à la route régionale P70 près de Subate.
La longueur totale de la route est de 116,1 km et elle est entièrement asphaltée.
La route traverse les novads de Bauska, Aizkraukle, Jēkabpils et Augšdaugavas.